# المجتمع الصحراوي من عالم الخيمة إلى فضاء المدينة
المجتمع الصحراوي: من عالم الخيمة إلى فضاء المدينة هو كتاب أنثروبولوجي للباحث المغربي رحال بوبريك، صدر عن منشورات أفريقيا الشرق سنة 2021. يتناول الكتاب التحولات الاجتماعية والثقافية التي شهدها المجتمع الصحراوي منذ منتصف القرن العشرين، مع انتقاله من نمط الحياة البدوي القائم على الترحال والخيمة إلى فضاء المدينة والاستقرار الحضري.

## نبذة
يعرض الكتاب مسار البدو الرحل الذين استقروا في المجال الحضري، ويركّز على التحولات العميقة التي أصابت المجتمع الصحراوي الممتد من واد نون شمالاً إلى تيرس جنوباً منذ منتصف القرن الماضي.ويوضح بوبريك أن الدولة، سواء في فترة الاستعمار (الإسباني والفرنسي) أو ما بعد الاستقلال، لعبت دوراً محورياً في عملية التوطين المكثف للرحل داخل المدن، إلى جانب تأثير العوامل المناخية والاقتصادية التي دمرت أنماط الإنتاج الرعوي.ولا يمثل الاستقرار في المدن مجرد تغيير في أسلوب السكن والعمل فحسب، بل هو ـ حسب المؤلف ـ نهاية عالم ثقافي وقيمي وروحي كامل، ما يعدّه البعض اقتلاعاً من الجذور وإعلاناً عن نهاية ما وصفه روبير مونتان في مؤلفه بـ«حضارة الصحراء».

## أهمية الكتاب
يمثل كتاب المجتمع الصحراوي: من عالم الخيمة إلى فضاء المدينة مرجعاً بارزاً في دراسة التحولات الاجتماعية والثقافية للمجتمعات البدوية بالصحراء المغربية.كما يُبرز دور الدولة، في حقبة الاستعمار وما بعده، كفاعل مركزي في فرض أنماط جديدة من الاستقرار والتوطين، إضافة إلى العوامل المناخية والاقتصادية التي سرّعت تفكك الاقتصاد الرعوي.وهو بذلك يساهم في سد فجوة معرفية حول العلاقة بين السياسات العمومية والتحولات الاجتماعية بالمجتمعات الصحراوية.كما أشارت مراجعة أكاديمية نشرتها مجلة «قلمون»، فالكتاب يقدم إضافة نوعية لفهم علاقة البداوة بالتحضر، ويُعد مرجعاً أساسياً للباحثين في الأنثروبولوجيا والدراسات المغاربية والصحراوية. فهو يدرس التحولات الأنثروبولوجية للمجتمعات البدوية في شمال أفريقيا، ويبرز تأثير السياسات الاستعمارية وما بعد الاستعمار في إحداث تغييرات اجتماعية كبرى. كما يوثّق الكتاب تجربة الانتقال من الاقتصاد الرعوي التقليدي إلى الاقتصاد الحضري، وما نتج عن ذلك من إعادة تشكيل الهوية والثقافة الصحراوية، ما يجعله مصدراً غنياً لفهم دينامية المجتمع الصحراوي عبر العصور.

## الاستقبال النقدي
حظي الكتاب باهتمام أكاديمي وإعلامي بعد صدوره. في مراجعة نشرتها مجلة قلمون، اعتبر محمد المخلوفي أن العمل يقدّم قراءة أنثروبولوجية معمّقة لتحولات المجتمع الصحراوي، ويمثل إضافة نوعية في فهم علاقة البداوة بالتحضر، لكنه أشار في الوقت نفسه إلى أن مقاربة بوبريك ظلت تركز أكثر على العوامل السياسية والإيكولوجية، مع الحاجة إلى مزيد من التحليل للبعد الاقتصادي والاجتماعي المعاصر. أما في تغطية إعلامية بموقع سكاي نبوز عربية، فقد أبرز المؤلف أن الكتاب يمثل حصيلة سنوات من البحث الميداني، ويطرح سؤالاً جوهرياً حول ما إذا كان الانتقال الحضري يعني فعلاً نهاية ما سماه روبير مونتان بـ«حضارة الصحراء».

## منهجية الكتاب
منهجية كتاب رحال بوبريك تعتمد مقاربة أنثروبولوجية تاريخية لدراسة التحولات الاجتماعية والثقافية في المجتمعات الصحراوية، مع التركيز على التحول من البداوة إلى الحياة الحضرية في مناطق مثل وَلاّتة وگلميم. اعتمد الباحث على مدى طويل من التحليل التاريخي والاجتماعي, مستفيدًا من نظرية جاك بيرك حول الترحال، ومفاهيم ماكس فيبر ولويس ويرث في السوسيولوجيا، إضافة إلى دراسات الجغرافيا الحضرية لأوليفيى بليز وأخمد مولود ولد أيده الهلال. كما وظف مفهوم المجال عند بيير بورديو لتحليل الخيمة كمجال منزلي منظم بالأدوار والوظائف. المنهجية تجمع بين الملاحظة الميدانية، التحليل التاريخي، والدراسة النظرية لفهم دينامية التحضر الصحراوي وتفاعلاته المعقدة